# Tagtse Yungdrungling
Das Kloster Tagtse Yungdrungling (tib.: stag rtse g.yung drung gling) ist ein Kloster der Bön-Schule. Es liegt im Stadtbezirk Bayi der Stadt Nyingchi im Autonomen Gebiet Tibet der Volksrepublik China. Das 1568 oder 1620 gegründete Kloster befindet sich im Süden des Kreises hinter dem Dorf Tagtse (chin. Daze) auf halber Höhe des Berges. Es wurde von einem Bön-Anhänger aus Ngawa in Amdo gegründet. In seiner Blütezeit sollen dort mehr als eintausend Mönche gelebt haben.
Das Kloster wurde 1950 bei einem Erdbeben schwer beschädigt, ebenfalls während der Kulturrevolution. Sein Wiederaufbau begann 1985. 
Hauptgebäude sind Lagang (Buddhahalle) und die Mönchsdormitorien. In der Buddhahalle befinden sich Statuen von Shenrab Miwoche (dem Gründer der Bön-Religion), Tara, Usnisavijaya und eine Stupa für den Gründer aus Amdo.